# Deiopea
Deiopea is een geslacht van ribkwallen uit de klasse van de Tentaculata.

## Soort
- Deiopea kaloktenota Chun, 1879